# Diogenes Laertios

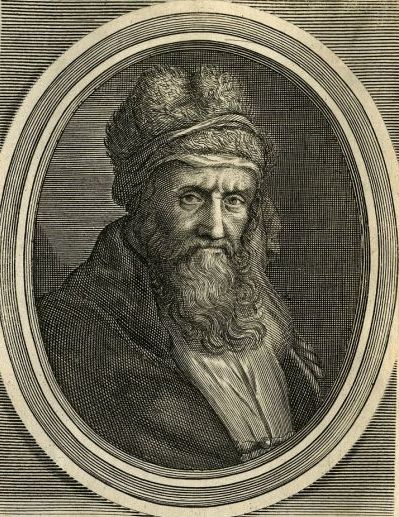
Diogenes Laertios, XVII-wieczna grafika

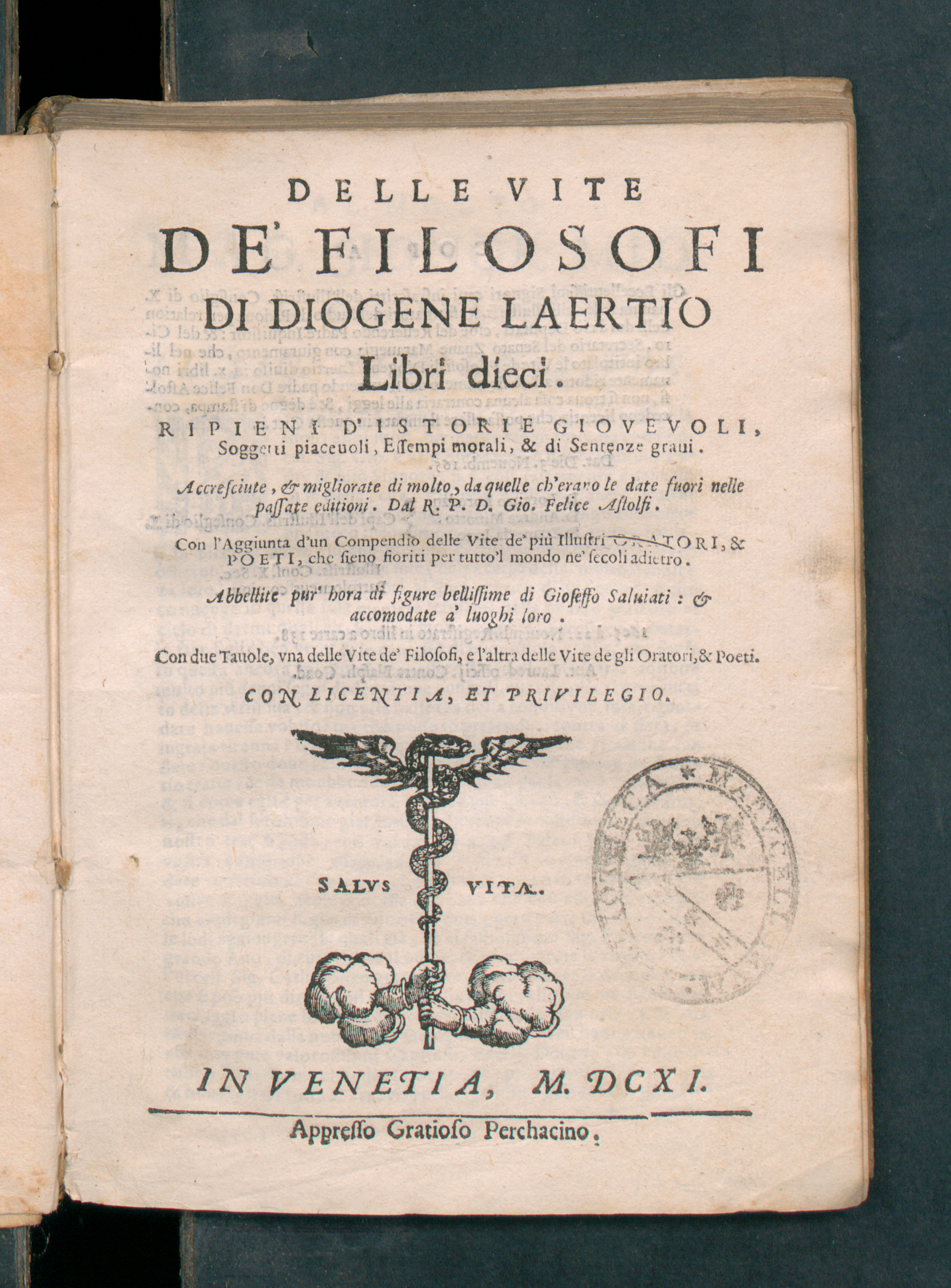
Vitae et sententiae philosophorum, 1611

Diogenes Laertios (także Laertes lub Laertios Diogenes, gr. Διογένης Λαέρτιος, łac. Diogenes Laërtius) – filozof i historyk starożytny, autor dzieła Żywoty i poglądy słynnych filozofów (Βίοι καὶ γνῶμαι τῶν ἐν φιλοσοφίᾳ εὐδοκιμησάντων, Bioi kai gnomai ton en philosophia eudokimesanton).
Czas jego życia ustala się na pierwszą połowę III w., miejsce pochodzenia jest nieznane, istnieją domysły, że było to miasto Laertes w Cylicji. Opisuje żywoty i poglądy filozofów greckich od Talesa i siedmiu mędrców do Epikura włącznie. Jego dzieło jest ważnym źródłem wiedzy o filozofach, których pisma nie zachowały się do naszych czasów.

## Przegląd treściŻywotów i poglądów słynnych filozofów
| Numer księgi | Tematyka                                                                        | Spis rozdziałów |
| ------------ | ------------------------------------------------------------------------------- | --- |
| 1.           | Prolog (początki, przedmiot charakterystyka i podział filozofii); mędrcy greccy | Prolog, Tales z Miletu, Solon z Salaminy, Chilon Lakończyk, Pittakos z Mitylene, Bias z Prieny, Kleobulos z Lindos, Periander z Koryntu, Anacharsis Scyta, Myzon z Chen, Epimenides z Krety, Ferekydes z Syros                                                                                              |
| 2.           | filozofia jońska; Sokrates i Sokratycy                                          | Anaksymander z Miletu, Anaksymenes z Miletu, Anaksagoras z Klazomen, Archelaos z Aten, Sokrates, Ksenofont z Aten, Aischines ze Sfettos, Arystyp z Cyreny, Fedon z Elidy, Euklides z Megary, Stilpon z Megary, Kriton z Aten, Szymon Szewc, Glaukon z Aten, Simmias z Teb, Kebes z Teb, Menedemos z Eretrii |
| 3.           |                                                                                 | Platon |
| 4.           | Akademicy; Bion Borystenita                                                     | Speuzyp z Aten, Ksenokrates z Chalcedonu, Polemon z Aten, Krates z Aten, Krantor z Soloj, Arkesilaos z Pitane, Bion Borystenita, Lakydes z Cyreny, Karneades z Cyreny, Kleitomachos z Kartaginy |
| 5.           | Arystoteles i wcześni arystotelicy                                              | Arystoteles ze Stagiry, Teofrast z Erezu, Straton z Lampsaku, Likon z Troady, Demetrios z Faleronu, Heraklides z Heraklei Pontyjskiej |
| 6.           | Cynicy                                                                          | Antystenes z Aten, Diogenes z Synopy, Monimos z Syrakuz. Onezikritos z Eginy, Krates z Teb, Metrokles z Maronei, Hipparchia z Maronei, Menippos z Gadary, Menedemos Cynik |
| 7.           | Stoicy                                                                          | Zenon z Kition, Ariston z Chios, Herillos z Kartaginy, Dionizjos Odstępca z Heraklei Pontyjskiej, Kleantes z Assos, Sfairos z Bosforu, Chryzyp z Soloi |
| 8.           | Pitagoras i wcześni pitagorejczycy; Empedokles                                  | Pitagoras, Empedokles z Agrygentu, Epicharm z Kos, Archytas z Tarentu, Alkmaion z Krotony, Hippazos z Metapontu, Filolaos z Krotony, Eudoksos z Knidos |
| 9.           | Heraklit; eleaci; atomiści; sofiści; Diogenes z Apollonii; Pyrron i sceptycy    | Heraklit z Efezu, Ksenofanes z Kolofonu, Parmenides z Elei, Melissos z Samos, Zenon z Elei, Leukippos z Elei, Demokryt z Abdery, Protagoras z Abdery, Diogenes z Apollonii, Anaksarchos z Abdery, Pyrron z Elidy, Tymon z Fliuntu                                                                           |
| 10.          |                                                                                 | Epikur |